# Pripjat-sumpene
Pripjat-sumpene (eller Pinsk-sumpene russisk: Пинские болота) er et stort område langs Pripjat-floden og dens bifloder fra Brest i Hviderusland i vest til Mahiljow i nordøst og Kyiv i sydøst. Pripjat-sumpene ligger hovedsagelig i det polesiske lavland og dækker det meste af den sydlige del af Hviderusland og det nordvestlige Ukraine, et område på knap 100.000 km² på begge sider af Pripjat-floden. Tæt skov veksler med adskillige sumpe, moser, damme og vandløb over et område på 480 km fra vest mod øst og 225 km fra nord til syd. Sumpområdets størrelse ændres med årstiderne. Smeltevand om foråret og kraftige regnskyl om efteråret forårsager betydelige oversvømmelser, når floderne går over deres bredder.
Der blev påbegyndt dræning af de østlige områder i 1870, og betydelige områder er blevet ryddet til græsning og korndyrkning.

## 1900-tallet
I det meste af året er sumpene så godt som umulige at passere for større militærstyrker, og de har derfor haft indflydelse på den strategiske planlægning af alle militære operationer i området. De få veje, som gennemskærer området er smalle og primitive. I begyndelsen af første verdenskrig skilte sumpene den 4. østrig-ungarske armé fra 12. korps. Det efterlod et stort tomrum, som den russiske 3. armé nåede at fylde, inden den 2. østrig-ungarske hær var blevet overført fra Serbien. Russerne erobrede som følge heraf hurtigt den vigtige endestation for jernbanen ved Lviv. Gennem de følgende år i krigen forblev sumpene en af de vigtigste geografiske særkender på østfronten.
I august 1920 standsede den polske hær Den røde hærs fremrykning mod vest med to fronter (armégrupper), nord og syd for Pripjatsumpene. Den polsk-sovjetiske krig endte med et russisk nederlag.
Under anden verdenskrig delte sumpene det centrale og det sydlige operationsområde og blev også af sovjetiske partisaner benyttet som skjulested. På et tidspunkt under krigen planlagde de tyske myndigheder at dræne sumpene og tømme dem for deres "degenererede" indbyggere, hvorefter de skulle befolkes med tyske kolonister. Dr. Konrad Meyer var den ansvarlige leder for Pripjat-planen. Hitler afviste projektet i slutningen af 1941, fordi han var bange for, at det ville føre til udtørring og sandflugt. Pudsigt nok havde den tyske raceantropolog Theodor Poesche i sin bog fra 1878 foreslået, at den ariske race opstod i Pripjat-sumpene på grund af den hyppige forekomst af albinisme.
Massemord på jøder i Hviderusland begyndte 19. juli 1941, da Himmler beordrede Waffen-SS-afdelingerne bag den fremrykkende tyske hær til at rense Pripjat-sumpene for jøder. 31. juli indskærpede han, at kvinderne også skulle dræbes. Waffen-SS skal have dræbt 31.788 mennesker i alle aldre.
Den forholdsvis sparsomme befolkning i området og den lette adgang til vand var nøglefaktorer bag beslutningen om at bygge Tjernobyl-atomkraftværket i sumpene i 1970. Byen Pripjat blev opført i nærheden for at huse værkets arbejdere. Tjernobylulykken spredte radioaktivitet over en stor del af marskområdet, og der er af den grund stadig begrænset adgang til området.
Smalsporsbanen mellem Antonivka – Saritjne fører delvist gennem Prypjat-sumpene.